# Австралийский чеглок
Австралийский чеглок (лат. Falco longipennis) — вид хищных птиц рода соколов.

## Описание
Мелкий сокол. Окраска схожа с окраской обыкновенного чеглока: голова и верх тела тёмно-серые, низ тела в пестринах по охристому фону, белые «щёки» и горло.

## Распространение
Монотипичный вид. Обитает в Австралии, Новой Гвинее, на востоке Индонезии.